# Principauté de Lucedio
La principauté de Lucedio est une ancienne principauté italienne qui renvoie aux terres de la commune de Lucedio en Piémont. Celles-ci furent échangées par Napoléon Bonaparte avec le prince Camille Borghèse contre le tiers de la collection de la famille Borghèse. Camille Borghèse revendit aussitôt ces terres à un riche seigneur italien. L'abbaye de Lucedio connut alors différents propriétaires qui changèrent souvent, dont le comte de Cavour, père de Camillo Benso, comte di Cavour. L'un d'eux vendit ces terres, en 1861 et après de longues tractations au marquis Raffaele de Ferrari, duc de Galliera. Le roi de Sardaigne éleva aussitôt la terre de Lucedio en principauté et Raffaele de Ferrari et son épouse Maria Brignole Sale De Ferrari furent les seuls prince et princesse de Lucedio, leur fils unique Philippe refusant d'en hériter à la mort de son père.